# Marko Banić
Marko Banić (Zadar, 31. kolovoza 1984.) je hrvatski profesionalni košarkaš. Igra na poziciji krilnog centra, a trenutačno je član španjolskog Tuenti Movil Estudiantesa iz Madrida. U sezoni 2008./09. bio je najbolji igrač kluba u ULEB Eurokupu i u regularom dijelu natjecanja predvodio je svoju momčad sa 12.7 poena, 4.8 skokova, 0.6 asistencija. Baniću su odlične igre donijele priznanje u prvu petorku Eurokupa.
Pri kraju sezone 2010./2011. sa svojim tadašnjim klubom Bilbao Basketom ulazi u veliko finale španjolske lige s Barcelonom od koje su izgubili tri puta uzastopce.

## Hrvatska košarkaška reprezentacija
Bio je član Hrvatske košarkaške reprezentacije koja je nastupila na Eurobasketu 2007. i na Olimpijskim igrama u Pekingu 2008.

## Vanjske poveznice
- Profil  Arhivirana inačica izvorne stranice od 19. rujna 2008. (Wayback Machine) na bilbaobasket.biz
- Profil na NLB.com
- Profil  Arhivirana inačica izvorne stranice od 2. siječnja 2009. (Wayback Machine) na draftexpress.com